# Singaparna (distriktshuvudort i Indonesien)
Singaparna är en distriktshuvudort i Indonesien.   Den ligger i provinsen Jawa Barat, i den västra delen av landet, 190 km sydost om huvudstaden Jakarta. Singaparna ligger 430 meter över havet och antalet invånare är 48 882.
Terrängen runt Singaparna är kuperad västerut, men österut är den platt.Runt Singaparna är det tätbefolkat, med 913 invånare per kvadratkilometer. Närmaste större samhälle är Tasikmalaya, 12,4 km öster om Singaparna. I omgivningarna runt Singaparna växer i huvudsak städsegrön lövskog.